# Linfa (zoologia)
La linfa è un liquido a reazione (pH) debolmente alcalina, che circola nel sistema dei vasi linfatici. La linfa si forma quando il liquido interstiziale (il liquido che si trova negli interstizi di tutti i tessuti del corpo)  viene raccolto attraverso capillari linfatici.
È costituita essenzialmente da acqua, proteine, elettroliti, grassi, e da elementi figurati, soprattutto linfociti; a causa del suo contenuto in fibrinogeno, coagula se viene estratta dai vasi linfatici.
Normalmente è un liquido trasparente o leggermente giallognolo (emolinfa), ma la sua composizione può variare a seconda del distretto di provenienza (istolinfa): es. la linfa che circola nei vasi linfatici del tubo intestinale si chiama chilo (chilolinfa), ed è ricca in chilomicroni, goccioline di grasso finemente sospese.
Il movimento della linfa nel sistema linfatico è dovuto in parte all'attività della muscolatura liscia presente nelle pareti dei vasi linfatici, in parte ad altri fattori quali la contrazione dei muscoli scheletrici, la pulsazione dei vasi sanguigni, la pressione negativa intratoracica, la contrazione del diaframma, ecc. Per la presenza di valvole a nido di rondine nel lume dei vasi linfatici, il movimento della linfa è unidirezionale. Come detto, la linfa deriva dal liquido interstiziale che viene dapprima raccolto in capillari linfatici. Questi riversano il loro contenuto in vasi linfatici più grandi, i quali passano attraverso i linfonodi che hanno la funzione di filtro. In essi viene infatti stimolato il contatto tramite cellula dendritica tra antigene (presente nella linfa) e linfocita T (nelle zone T dei linfonodi) e la conseguente risposta immunitaria. La linfa, una volta uscita attraverso il vas efferens del linfonodo, rientra in un grande vaso linfatico (ad esempio il ductus thoracicus), il quale la riporta (filtrata e pulita) direttamente nel sangue.